# Серболужицкая скрипка

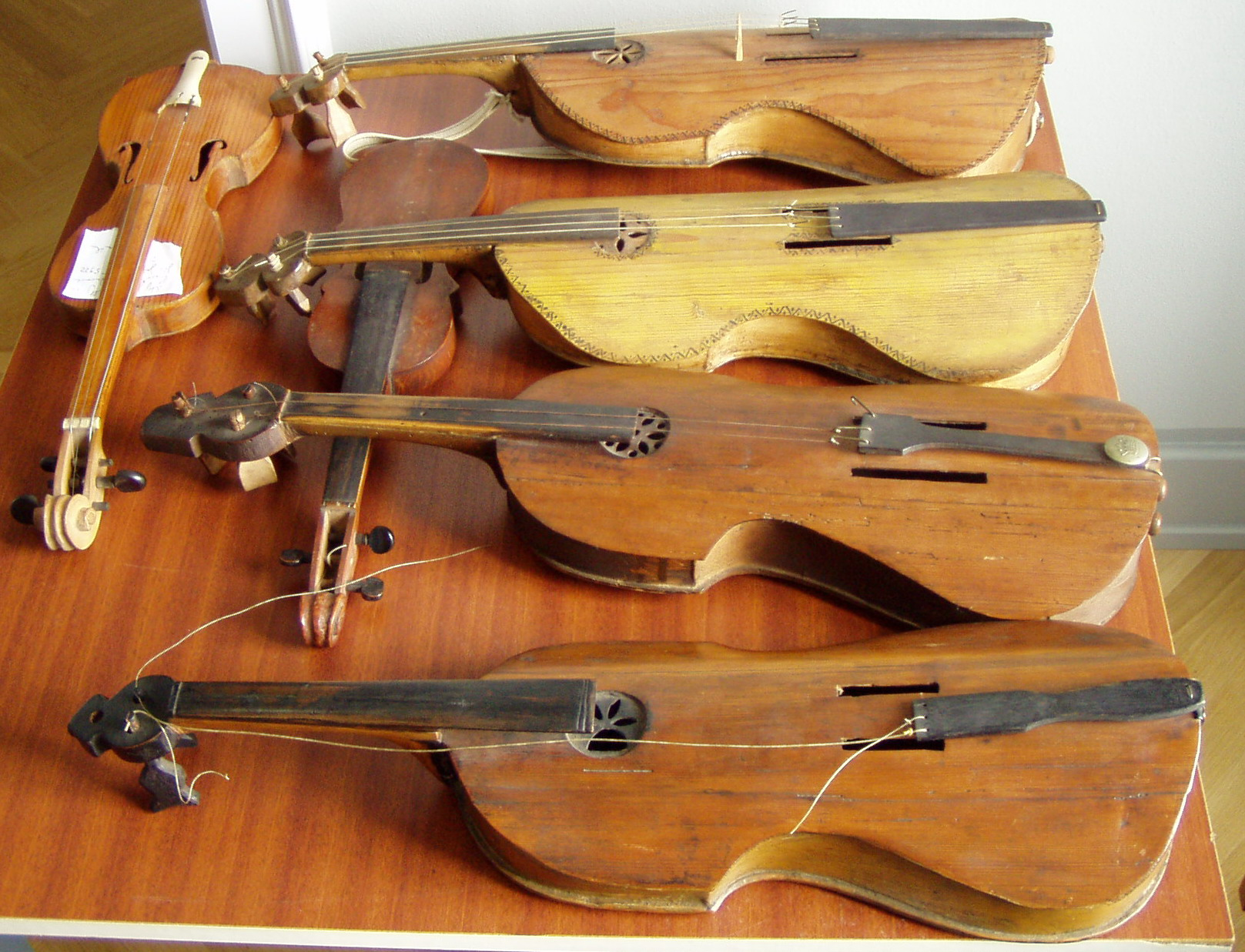
Малые (слева) и большие (справа) серболужицкие скрипки

Серболужицкая скрипка (в.-луж. serbske husle) — собирательное понятие, обозназачающее два струнных смычковых музыкальных инструмента, принадлежащих традиционной культуре лужицких сербов и родственных классической скрипке.

## История
Польские письменные источники часто упоминают струнный инструмент под названием serby или serbskie skrzypki, который пользовался популярностью у поляков с XVII в. и вместе с волынкой сопровождал танцы в трактирах, однако до сих пор не ясно, как он выглядел. В 1783 г. в работе Яна Горчанского «Sitten und Gebräuche der heutigen Wenden» впервые описывается большая серболужицкая скрипка (в.-луж. wulke husle); в 1843 г. Ян Арношт Смолер и Леопольд Хаупт опубликовали её рисунок и более подробную органографическую характеристику во втором томе своего сборника сорбских народных песен. В 1886 г. благодаря Людвику Кубе стало известно о малой серболужицкой скрипке (в.-луж. małe husle/huslički).
В конце XIX в. обе разновидности бытовали на территории Верхней Лужицы: большая — в католическом регионе, малая — в округе Слепо (Шлайфе), не считая одного нижнелужицкого села Блобошойце (Блойшдорф) поблизости. Вероятно, изначальный ареал был шире, поскольку Арношт Мука отмечал, что характерный для репертуара серболужицких скрипок "сорбский танец" (serbska reja) исполнялся и в местах, где они отсутствовали, особенно в прусской части Верхней Лужицы — например, в сёлах Тисов (Цайсхольц), Высока (Вайссиг) и Михалки (Михалкен).
Большая серболужицкая скрипка изготавливалась отдельными мастерами, не занимавшимися музыкой; по всей видимости, именно она послужила прообразом йиглавских скрипок немца Иоганна Бернеша, переехавшего из Верхней Лужицы в окрестности Йиглавы в ~1813 г. Её нередко задействовали сольно или в дуэте с таракавой, сопровождая танцы в самых разных случаях, особенно на свадьбах; позже под влиянием духовых оркестров группировали с кларнетом вместо таракавы и другими духовыми инструментами, причём в подобных ансамблях она могла быть не одна. Документально подтверждено, что в конце XIX в. народный музыкант Арношт Бермих выступал в составе из нескольких больших серболужицких скрипок, классической скрипки, трубы и кларнета. Традиционное исполнительство рано угасло — последний функционировавший в его рамках скрипач Ян Кушк скончался в 1924 г.
Малая серболужицкая скрипка часто изготавливалась опытными музыкантами собственноручно; не исключено, что ею вдохновлён западнопольский народный хордофон mazanki. Всегда выступая в дуэте с волынкой, она сопровождала свадьбы и потому именовалась в народе "свадебными гусличками" (kwasne huslički, wěrowanske huslički); под влиянием соседнего нижнелужицкого говора также употреблялись названия "малые фидли" (małe fidle) и "фидлички" (fidlički) от нем. Fiedel. Позже её начали применять в других инструментальных сочетаниях и в соло. На выставке саксонского ремесла и декоративно-прикладного искусства 1896 г. в Дрездене она объединялась в трио с двумя волынками, а также с волынкой и кларнетом. Исполнительские традиции отмирали не так быстро и сумели пережить первую половину XX в. — последний имевший к ним отношение скрипач Матей Вобуза умер в 1988 г.
На смену народному музицированию приходило сценическое, подвергавшееся художественной обработке. В творчестве Юрия Менцля перед Второй мировой войной появляется тандем большой и малой серболужицких скрипок. Далее они всё чаще звучат в более крупных ансамблях; документально подтверждены выступления Матея Вобузы в коллективе из двух малых скрипок, большой скрипки, волынки и контрабаса. Первые скрипичные реплики, создававшиеся для сцены (в основном 1950-х гг.), подражали классической скрипке; копии 1980-х и 1990-х гг. делались уже с учётом оригинальных особенностей, хоть и современными методами. Последние десятилетия представители сорбского фольклоризма (в частности, Сорбский национальный ансамбль) комбинируют серболужицкие скрипки с самыми разнообразными музыкальными инструментами, хотя команда под руководством Мерко Шолты воспроизводит игру на малой скрипке максимально достоверно.

## Конструкция
Большая скрипка длиной 61-66 см напоминает позднейший фидель с чертами ранней виолы. Корпус в форме восьмёрки из двух цельных дек, плоской нижней из лиственного дерева и выпуклой (за счёт собственной кривизны, а не за счёт гнутья) верхней из хвойного дерева с равномерным цилиндрическим изгибом. Резонаторных отверстий на верхней деке три: два прямоугольных в нижней части и розетка в верхней. Обечайки относительно высокие, особенно в самом низу корпуса, и отступают от краёв дек. Для увеличения контактной поверхности дек и обечаек внутри к ним крепятся прямоугольные клёцы; снаружи в нижний клёц сквозь обечайку (и внешнюю плашку) вставляются две пуговицы — одна для фиксации подгрифка, вторая для ремешка (другой конец которого прицеплен к отверстию в пятке грифа) навроде того, что у виолы да спалла. Головка грифа плоская, отклонена назад на 10-40° и чаще трёхлопастной формы, с колками сзади. Подгрифок с проволочными крючками чрезмерно длинный, что объясняется стремлением сокращать расход струн ввиду их дороговизны и малодоступности в прошлом. Единственный сохранившийся подлинник смычка длиной 69 см из бука, с подвижной съёмной колодкой, которая цеплялась своим ушком за одну из бороздок (в зависимости от желаемого натяжения) на обратной стороне трости; эта механика явно заимствована из мира академической музыки до XVIII в.
Малая скрипка длиной 46-49 см похожа на классическую благодаря уголкам, резонаторным отверстиям-эфам и увенчанной завитком головке грифа с боковым расположением колков. Корпус долблёный — дно, обечайки, клёцы, гриф и зачастую пуговица для подгрифка вытачиваются целиком из одного куска лиственного дерева (преимущественно ореха). Дно плоское снаружи и, как правило, массивное; его толщина очень неодинакова, поскольку при долблении контроль за ней без толщиномера вызывал трудности. Верхняя дека цельная и тоже плоская, из хвойного дерева. Пружина отсутствует. Подгрифок соединяется с пуговицей при помощи проволочной петли и снабжён обычными отверстиями. Подставка одной своей ножкой (без разницы, левой или правой) проходит сквозь специальное, по большей части продолговатое отверстие в верхней деке и достигает дна, выполняя функцию душки и равномерно распределяя давление струн на корпус. Как и у многих народных скрипок, эфы сугубо внешнеподражательные — расположение подставки не задано на уровне их центров, а всегда смещено несколько ниже. Единственный сохранившийся подлинник смычка длиной 70 см, и его утраченная колодка, вероятно, не была подвижной.
Обе скрипки трёхструнные (для большой традиционен квинтовый строй ре1–ля1–ми2, для малой традиционен квинтовый строй фа1–до2–соль2 или на терцию выше) и имеют длинную — для красоты, а не для практических нужд — накладку на гриф. Судя по отсутствию идентичных друг другу экземпляров, изготовители не работали по одним лекалам; если общая длина, длина корпуса и длина накладки на гриф довольно стандартны (разброс менее 10%), то длина головки и высота обечаек + ширина резонаторных отверстий у большой скрипки и толщина верхней деки у малой скрипки весьма варьируются (разброс более 30%).
У современных сценических больших скрипок встречаются эфы вместо прямоугольных резонаторных отверстий, помимо исконного строя принят на квинту ниже или квартовый ми1–ля1–ре2, используется тот же барочный смычок, что и у йиглавской, восточноморавской, словацкой и польской народных скрипок — с креплением колодки на зубчатую металлическую пластинку, вделанную в трость с обратной стороны. У современных сценических малых скрипок могут быть пружина, изогнутая верхняя дека и отдельные друг от друга подставка с душкой, используется современный смычок и иногда подбородник. Кроме того, и у тех и у других допустимо наличие машинки.

## Техника игры
Большую серболужицкую скрипку не держат под подбородком, как классическую — это нереализуемо из-за очень высокой обечайки снизу и сильно изогнутой верхней деки. В 1886 г. Людвик Куба задокументировал её положение у народного музыканта Михала Пана:
«…После точной настройки он берёт инструмент в правую руку, просовывает левое плечо через ремешок, обхватывает [левой] рукой гриф, крепко держит скрипку — не под подбородком, а по центру перед грудью, и разводит левый локоть, тем самым натягивая ремешок и прижимая скрипку к груди. Затем он берёт в правую руку смычок, несколько раз решительно проводит [им] по струнам и готов к игре.

Следует отметить, что перед началом игры скрипку держат так, чтобы поперечная ось скрипки была направлена вертикально вниз, поскольку смычком нужно водить параллельно ей. Смычок плавно движется [по струнам] по вертикали вверх-вниз. Иными словами, скрипка прилегает к груди таким образом, что [как бы] делит её на правую и левую половины. Продольная ось [скрипки] расположена горизонтально, под углом к центру груди»
Данный способ можно считать аутентичным (в подобной манере, только выше и смещая к дальнему плечу, держали фидель в Средневековье), но теперь он почти не применяется — корпус опирают на плечо руки, держащей гриф. Хват смычка варьировался: мизинец прижимали к трости сверху либо сзади. Сила давления смычка, предположительно, регулировалась большим пальцем.
Малую серболужицкую скрипку держали у ближайшего плеча возле шеи или под ключицей, в XX в. начали также зажимать под подбородком.
На обеих скрипках играли (и до сих пор играют) в первой позиции, поэтому оригинальный диапазон большой скрипки ре1–си2 (впрочем, были случаи, когда народные музыканты достигали ре3 на струне ми), оригинальный диапазон малой скрипки фа1–ре#3. Приёмы пиццикато, коль леньо и флажолет не практиковались.